# Szpital im. Heleny Wolf w Łodzi

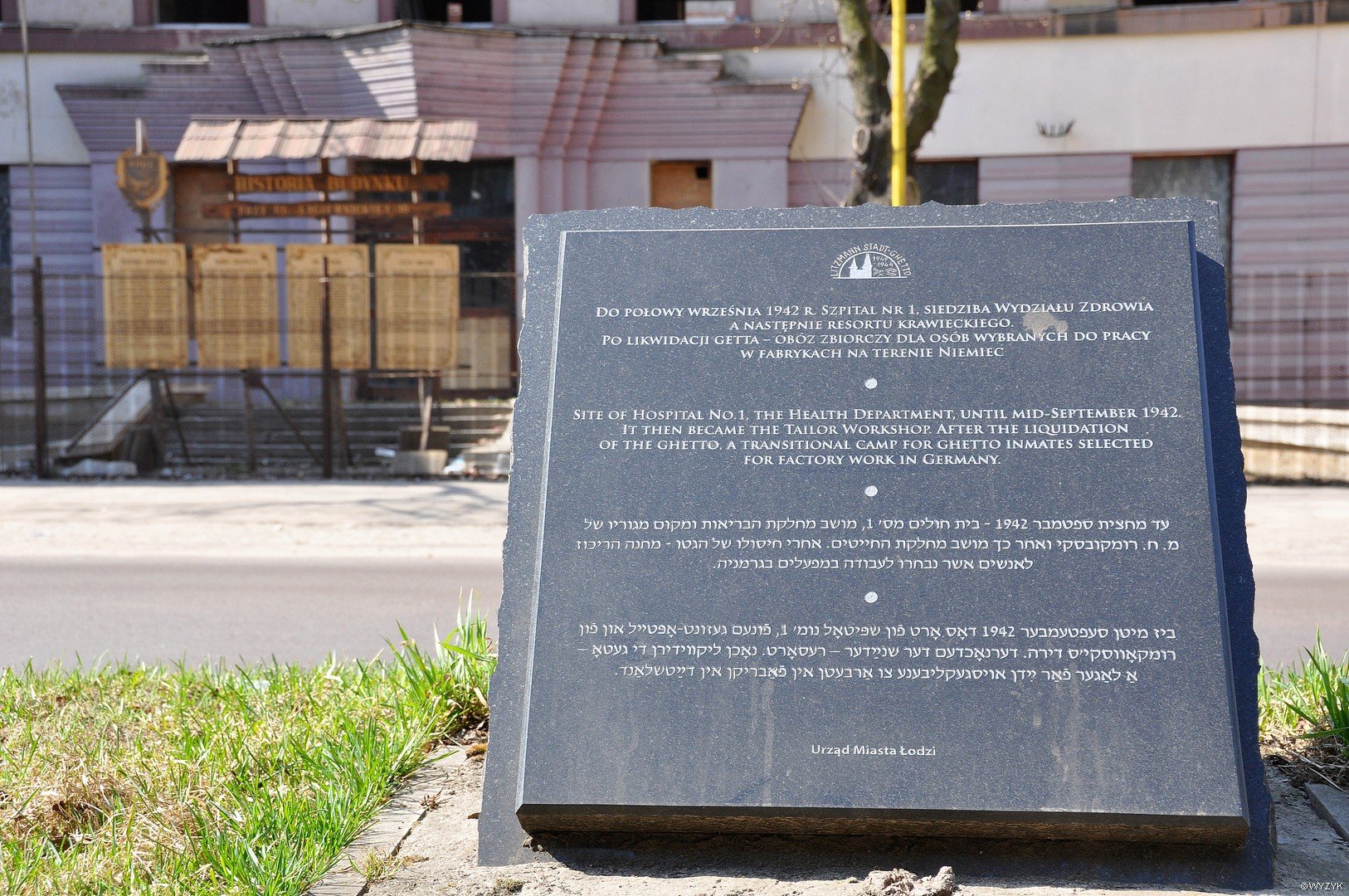

Szpital imienia dr Heleny Wolf – zabytkowy budynek położony przy ulicy Łagiewnickiej w Łodzi, zaprojektowany przez Henryka Hirszenberga.
Został wybudowany w okresie międzywojnia ze składek mieszkańców. W połowie lat 80. rozpoczęto remont, którego nie skończono. Nieruchomość przeszła pod zarząd gminy. W 1999 roku kupiła ją poznańska „Korvita”. Deklarowała, że zrobi ze szpitala luksusową prywatną klinikę. Zabytkowy szpital zamienił się w ruinę. Pomysłów na zagospodarowanie zabytku było wiele – np. grupa naukowców z Poznania i Warszawy chciała stworzyć w nim prywatną szkołę techniczną. Polsko-Izraelska Izba Handlowa zainteresowała się utworzeniem w nim muzeum getta.
Budynek wpisany jest do rejestru zabytków pod numerem A/107 z 20.01.1971.